# Pratapa icetas
Pratapa icetas är en fjärilsart som beskrevs av William Chapman Hewitson 1865. Pratapa icetas ingår i släktet Pratapa och familjen juvelvingar. Inga underarter finns listade i Catalogue of Life.

## Bildgalleri

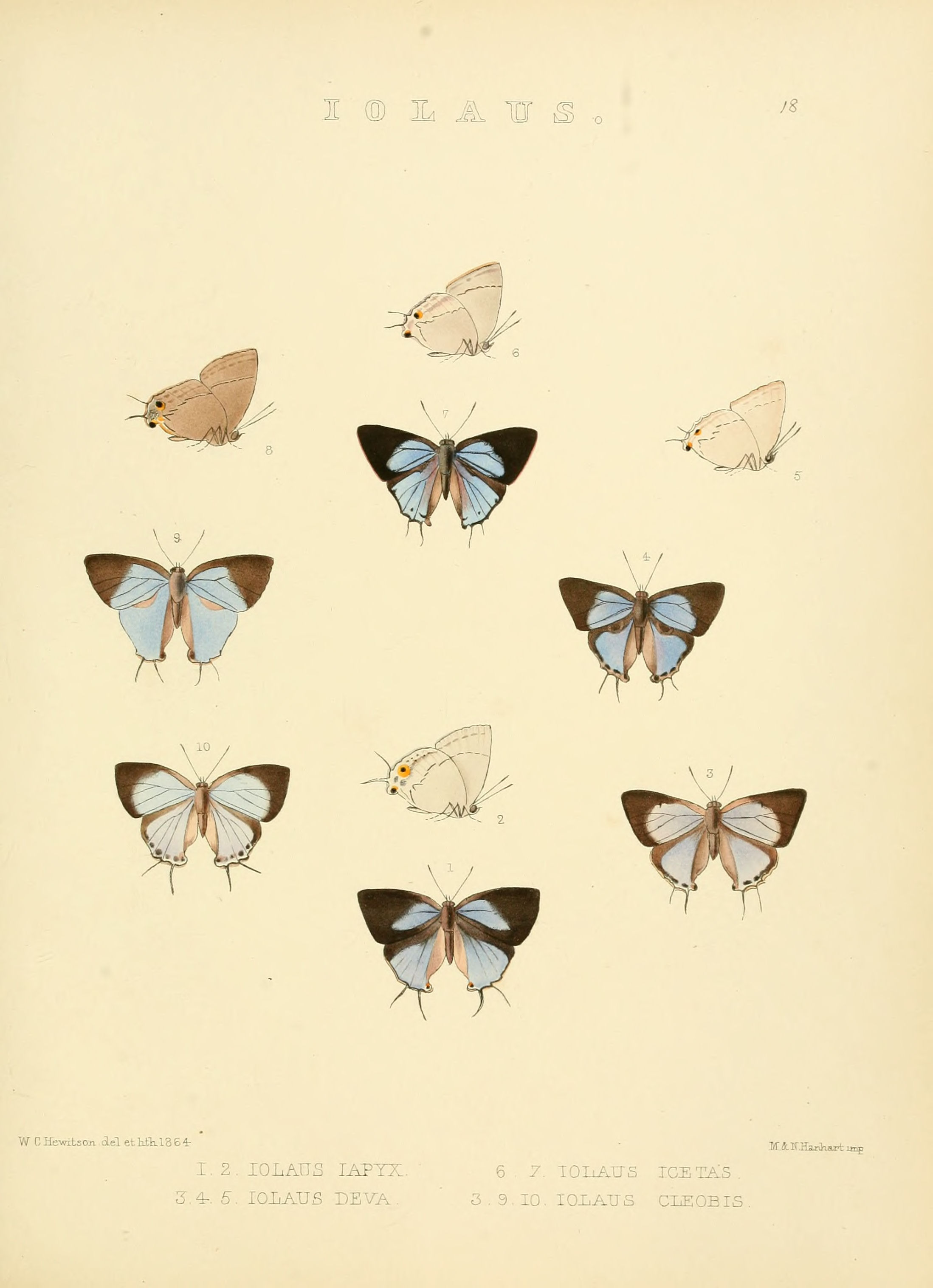
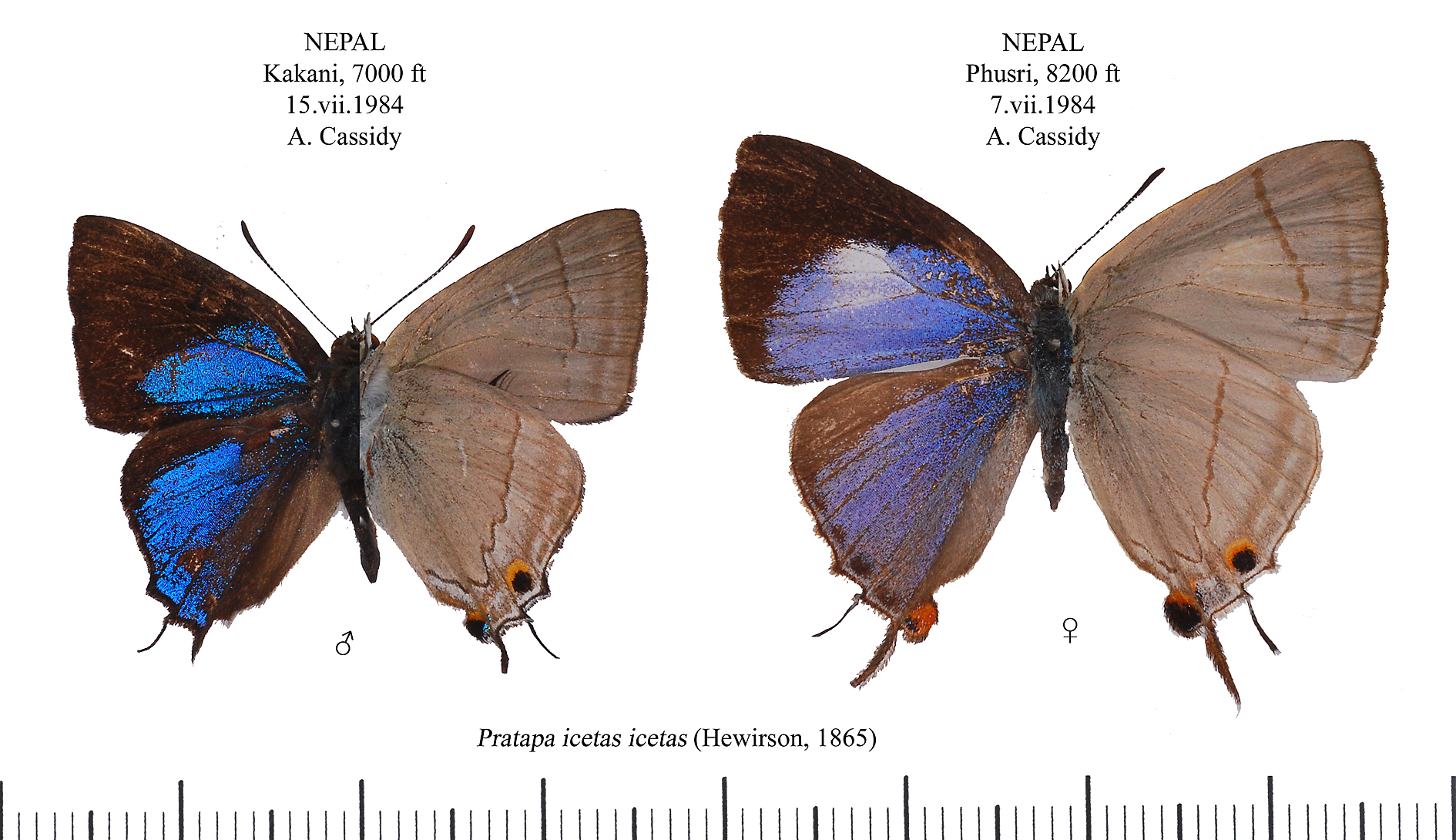